# Богушув-Горце
Богу́шув-Го́рце (пол. Boguszów-Gorce) — місто в південно-західній Польщі, у центральних Судетах. До 1973 року існували окремі міста Богушув і Горце.
Належить до Валбжиського повіту Нижньосілезького воєводства.

## Демографія
Демографічна структура станом на 31 березня 2011 року:
|          | Загалом | Допрацездатний вік | Працездатний вік | Постпрацездатний вік |
| -------- | ------- | ------------------ | ---------------- | -------------------- |
| Чоловіки | 8024    | 1457               | 5688             | 879                  |
| Жінки    | 8566    | 1360               | 5068             | 2138                 |
| Разом    | 16590   | 2817               | 10756            | 3017                 |

## Уродженці Богушува-Горце
- Ян Тирава — римо-католицький єпископ, від 2004 року ієрарх єпархії Бидгоща.

## Відомі мешканці
- Раймунд Нівінський — легкоатлет i метальник молота
- Анджей Хира — актор
- Моніка Михалик — борчиня
- Юзеф Келіх — культурист
- Наталя Сівець — модель
- Едита П'єха — співачка

## Міста-побратими[4]
- Добре Місто
- П'єнн
- Радзьонкув
- Смірице

## Світлини

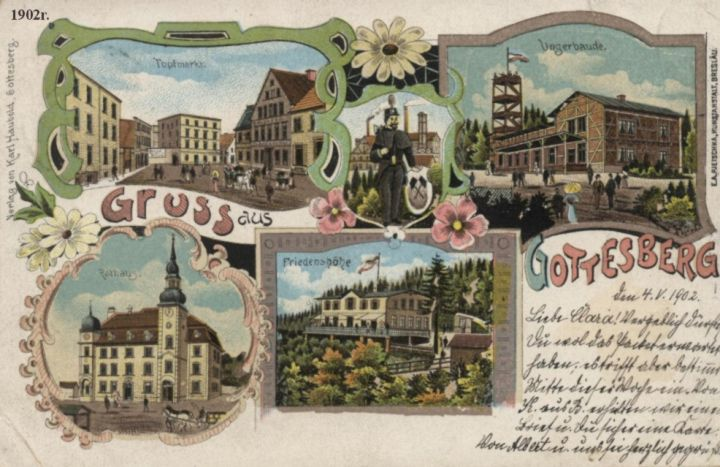
Богушув на листівці 1902 року
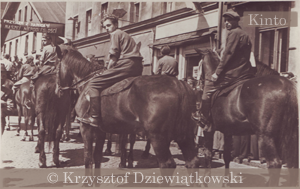
Святкування незалежності в Богушуві-Горце